# 1483
1483 (MCDLXXXIII) je bilo navadno leto, ki se je po julijanskem koledarju začelo na sredo.

## Dogodki
- 9. april – Edvard V. postane angleški kralj
- 9. avgust – odprtje Sikstinske kapele

## Rojstva
- 6. april – Rafael, italijanski slikar in arhitekt († 1520)
- 16. oktober – Gasparo Contarini, italijanski diplomat in kardinal († 1542)
- 10. november – Martin Luther, nemški teolog in menih († 1546)

Neznan datum
- Peter IV. Rareš, knez Moldavije († 1546)

## Smrti
- 9. april – Edvard IV., angleški kralj (* 1442)